# Ceragra oxyura
Ceragra oxyura är en insektsart som först beskrevs av Kusnezov 1930.  Ceragra oxyura ingår i släktet Ceragra och familjen Caliscelidae. Inga underarter finns listade i Catalogue of Life.